# キュネイルス (ウェセックス王)

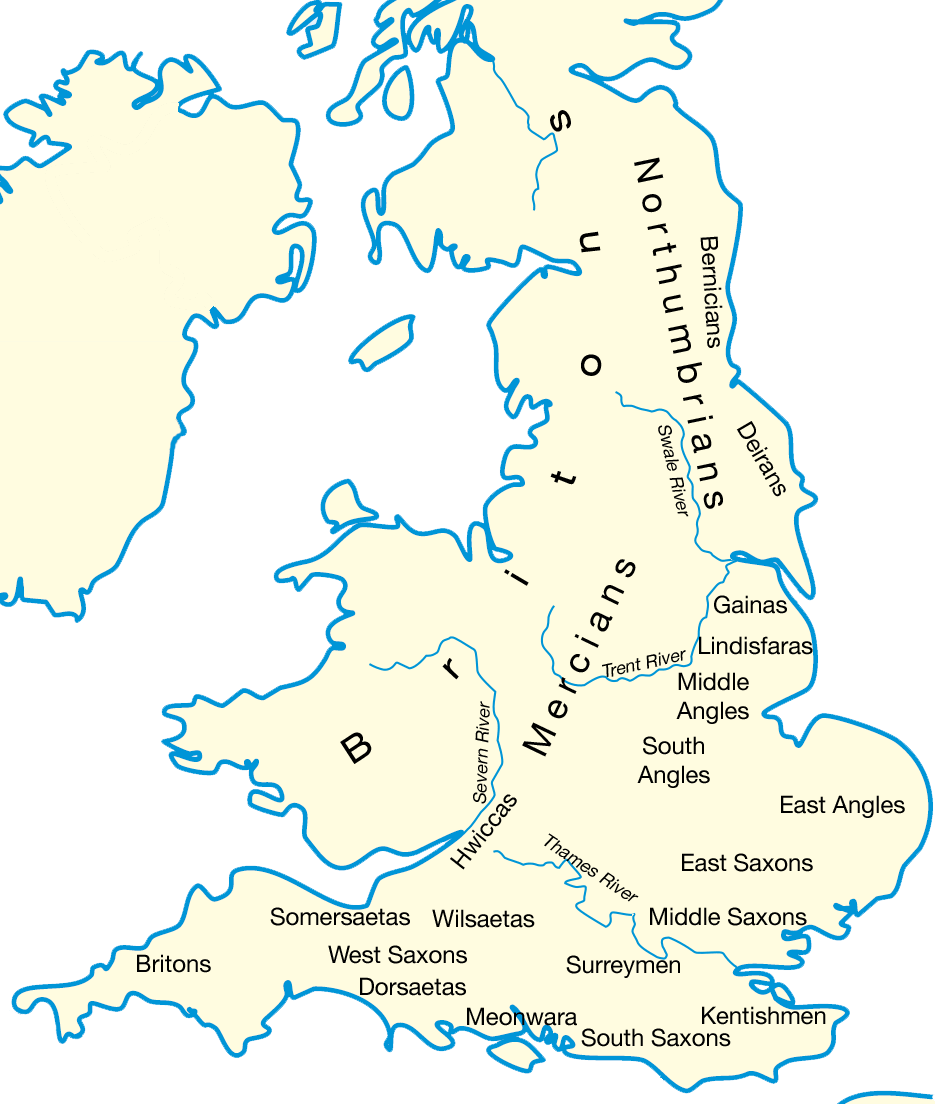
600年頃のブリテン島

キュネイルス（Cynegils、? - 642年）は七王国時代のウェセックス初期の王。伝統的にはウェセックス王国の王とされているが、彼の出自には曖昧な点が多く、またウェセックス国内に同時代に王が混在していた形跡もあり、分からない点が多い。古英語での発音は現代英語と異なるために日本語表記は一定していない。彼の名はまたシネジルスとも書かれる事がある。

## 時代背景
伝統的にキュネイルスはウェセックスの王とされるが、彼の時代はいまだ国の様相が小さな部族の連合体の連立という体裁から脱しきれておらず、また当時の西サクソン人の支配地域（便宜上、以下『西サクソン王国』と呼ぶ）は後のウェセックス王国とは大きく異なっていた。
後世のウェセックス王国はハンプシャー、ドーセット、サマセット、ウィルトシャーを支配していたが、彼の時代はむしろ北部に偏っており、テムズ川上流域のドルチェスター(Dorchester-on-Thames)を中心としウィルトシャー北部、サマセット、グロスターシャー、オックスフォードシャー、バークシャー西部を領域としていた。
この地域は『ゲウィセ』と呼ばれた部族の勢力地であり、彼の時代より100年後の時代に生きた歴史家ベーダ・ヴェネラビリスも西サクソン王国の事を「ゲウィセ」という名で呼んでいる。またこの時代の西サクソン王国の支配領域は後のマーシア王国とウェセックス王国を分かつ境界線となった。

## 出自
611年にキュネイルスは先王チェオルウルフの後を継ぎ王位に就いた。彼とチェオルウルフがそのような関係にあったのかは分かっていない。西サクソン王国の資料ではキュネイルスの位置づけは以下のような記述がある。
- チェオルウルフの息子
- チェオルの息子
- チェウリンの血統につながるクタの息子であるチェオラの息子
- チェウリンの孫にしてクスウィネの息子
- クスウィンの孫にしてクスウルフの息子

とこのように一定していない。しかし様々な食い違いを見せる説の中で、彼の兄弟に、後世のウェセックス王イネの血統の始祖となるチェオワルドがいた事では一致している。後世の9世紀にウェセックスで編纂されたアングロサクソン年代記では歴代のウェセックス王は単独で統治した存在という体面をもって描かれているが、むしろこの時代の国の統治は2、3人の王で共有されていたものと現在では考えられている。

## 史料による記述
アングロサクソン年代記の611年の項目にこう書かれている。
| 「 | この年、キュネイルスはウェセックスの国を継いだ。そして31もの冬を越した。キュネイルスはチェオルの息子、チェオルはクタの息子であり、クタはキュンリッチの息子である | 」 |

同じく年代記の614年にはこう書かれている。
| 「 | この年キュネイルスとクウィチェルムはともにバンプトン(Bampton)で戦い、2000と46のウェールズ人を屠った。 | 」 |

この項目の記述に矛盾してベーダによれば、626年にノーサンブリア王エドウィンの暗殺が西サクソン王クウィチェルムによって試みられたとある。このクウィチェルムがキュネイルスと同時代の620年代のウェセックス王であり、またキュネイルスとともにキリスト教に帰依し洗礼を受けた人物であったかは意見が分かれている。一部では、このクウィチェルムはキュネイルスの息子ではなかったかと憶測されている。
キュネイルスはクウィチェルムとともに628年サイレンスターにてマーシア王ペンダと戦った。年代記ではキュネイルスの勝利のように書かれているが事実では敗戦であり、ペンダの勝利であったようである。この時までにキュネイルスとクウィチェルムはエドウィンに臣従した模様であり、大規模な土地が貢納として上納されたと言う。
630年代に聖ビリヌスが首都ドルチェスターに住居を構え、キュネイルスとクウィチェルムがともに洗礼を受け、バーニシア王オスワルドを名付け親としたとされる。もう一人のウェセックス王クスレッドは661年頃に没したものと思われる。名付け親となったオスワルドはキュネイルスの娘と結婚した。娘の名は分かってはいないが、後世12世紀の修道士ダラムのレイナルド(Reginald of Durham)は彼女の名はキュネブルガ(Kyneburga、Cyneburg)であったと言う。このキリスト教の洗礼は後の世代に影響を与え、次期の王にして息子とされるチェンワルフはペンダにより故国西サクソン王国を追われてからの646年になるまで洗礼は受ける事はなかった。
キュネイルスの没年は分かっていない。ベーダによると彼の王位はチェンワルフによって継がれたとされ、それは643年の事であったと言う。
チェンワルフとオスワルドに嫁いだ娘のほかに、キュネイルスにはクウィチェルムという息子がいたとされるが、彼が前述の史書に残されている王と行動をともにしたクウィチェルムであるかどうかは分からない。後に王位を継ぐチェントウィンはキュネイルスの息子であるかと言われているが、この記述の出所は後付によるものである可能が強い。